# Vrtanes Papazian
Vrtanes Papazian, né le 12 avril 1866 à Van et mort le 26 avril 1920, est un intellectuel et un écrivain arménien. Il est l'un des intellectuels arrêtés lors de la rafle des intellectuels arméniens du 24 avril 1915 à Constantinople.